# Autostrada D10 (Czechy)
Autostrada D10 (czes. Dálnice D10, także Boleslavská dálnice) – autostrada w Czechach łącząca Pragę z północną częścią kraju (Turnov – bezpośrednio oraz Liberec za pośrednictwem autostrady D35). Stanowi jedną z części czeskiego odcinka trasy międzynarodowej E65.

## Historia
Według pierwotnych planów droga ta miała prowadzić z Pragi przez Mladą Boleslav, Turnov i Harrachov do granicy z Polską (DK3). Jej budowę rozpoczęto w latach 70. XX wieku. Powstawała stopniowo od strony Pragi i w 1982 połączyła stolicę z przemysłowym miastem Mladá Boleslav. Ostatni jej odcinek (na granicy krajów środkowoczeskiego i libereckiego) oddano do użytku w 1990. Na początku lat 90. zrezygnowano z dalszej budowy drogi ekspresowej w stronę granicy z Polską i zakończono ją na węźle z D35 w Ohrazenicach 3 km na północny zachód od Turnova.
W latach 1999–2001 oraz w roku 2003 większość drogi R10 przeszła rekonstrukcję z wyjątkiem początkowego odcinka długości 14 km.
Do końca 2015 roku istniała jako droga ekspresowa R10 (rychlostní silnice R10).

## Opłaty
Od 01.01.2011 r. do 31.12.2015 r. korzystanie z drogi było odpłatne (winiety) na całej jej długości. Wcześniej odcinek pomiędzy Exit 39 i Exit 46, będący jednocześnie fragmentem dróg nr 16 i 38, był zwolniony z opłaty. Od 1 stycznia 2016 r. odcinek ten ponownie jest bezpłatny.